# Развигор
 Тази статия е за българския вестник.  За вида вятър вижте Лодос.  
„Развигор“ е литературен вестник, който излиза в София през 1921 – 1927 г. и през 1937 г.
Основател на вестника е Александър Балабанов. Негови редактори са Елин Пелин, Димитър Митов, Тодор Боров, Георги Цанев и Александър Паскалев.
В него се поместват художествени произведения от български и чужди писатели – Елин Пелин, Дора Габе, Пейо Яворов, Ги дьо Мопасан, Фьодор Достоевски. Също така се публикуват и статии свързани с етнография, фолклор, археология, фиология, както и кратки информации за български и чужди изтъкнати писатели и общественици – Иван Вазов, Христо Ботев, Христо Смирненски, Димитър Благоев, Георги Кирков, Шандор Петьофи, Жан Жорес, Зигмунд Фройд, Джордж Байрон, Рабиндранат Тагор. Във вестника се поместват и материали свързани със спорт, туризъм, правилници, закони, илюстрована културна хроника.